# Henriette d'Oultremont
Henriette Adriana Ludovica Flora Oultremont de Wégimont, född 1792 i Maastricht, död 1864, var en holländsk hovdam. Hon var morganatiskt gift med Vilhelm I av Nederländerna. Paret gifte sig efter Vilhelms abdikation och äktenskapet var en orsak till abdikationen. Hon fick titeln grevinna av Nassau.

## Biografi
Henriette d’Oultremont var dotter till Ferdinand Louis Michel François graaf d’Oultremont de Wégimont (1761–1799) och Johanna Susanna Hartsinck (1759–1830), medlemmar av den fransktalande adeln i nuvarande Belgien, som tillhörde Nederländerna mellan 1815 och 1830. Hon blev 1817 hovdam hos drottningen Wilhelmine av Preussen och kvarblev hos henne även efter att Nederländerna och Belgien delades 1830. Efter Wilhelmines död 1837 höll Vilhelm I kvar sin hustrus hovdamer vid hovet för att tala med dem om henne som en del i sitt sorgearbete.
Han friade till Henriette år 1838, och fick ja. Hans planer mötte stark opposition trots att han sade att äktenskapet skulle bli morganatiskt. Man påpekade att allmänheten i Nederländerna aldrig skulle acceptera att han gifte sig med en belgisk katolik. Vilhelm abdikerade år 1840. Paret reste sedan till Berlin, där de gifte sig 1841.
Henriette d’Oultremont fick ett slott, en inkomst och titeln grevinna. Efter att Vilhelm försonats med sin son togs de emot som gäster vid holländska hovet. Vilhelm avled 1843. Hon bosatte sig sedan på ett slott utanför Aachen, där hon levde resten av sitt liv.